# PRR18
PRR18 (англ. Proline rich 18) – білок, який кодується однойменним геном, розташованим у людей на 6-й хромосомі. Довжина поліпептидного ланцюга білка становить 295 амінокислот, а молекулярна маса — 30 926.
| 10         |  | 20         |  | 30         |  | 40         |  | 50         |
| ---------- |  | ---------- |  | ---------- |  | ---------- |  | ---------- |
| MPFPPMPPPP |  | APAPGAQAAR |  | QLPRRPCAAG |  | DKKKRPPQRP |  | EGLLSSSWPS |
| ATLKRPPARR |  | GPGLDRTQPP |  | APPGVSPQAL |  | PSRARAPATC |  | APPRPAGSGH |
| SPARTTYAAT |  | SAGTGTTAAG |  | TSSGAGPCPD |  | SAARFCLNLT |  | PEAVLVIQKR |
| HLEKQLLARP |  | RRPFPSPSAE |  | PRRLLAPCLP |  | ARAAGPRRGG |  | PASDPDAPPT |
| AGQGRRAPPP |  | GAQLLHGGLQ |  | VPQLSPRPGA |  | LRPMLKVSLL |  | NERHRYDDVE |
| YEEEPEAVDE |  | GLVRKCTEWL |  | RGVESAAAAR |  | GRAGALDSRR |  | HLSTL      |

A: Аланін

C: Цистеїн

D: Аспарагінова кислота

E: Глутамінова кислота

F: Фенілаланін

G: Гліцин

H: Гістидин

I: Ізолейцин

K: Лізин

L: Лейцин

M: Метіонін

N: Аспарагін

P: Пролін

Q: Глутамін

R: Аргінін

S: Серин

T: Треонін

V: Валін

W: Триптофан

Кодований геном білок за функцією належить до фосфопротеїнів. 
Задіяний у такому біологічному процесі, як метилювання. 